# マコッサ
マコッサ（Makossa）とは、カメルーンの都市部でよく知られている音楽のジャンルである。ドゥアラ語で、マコッサは「踊る」という意味だ。なお、マコッサからは、後にマカッシ（Makassi）が派生した。

## 概要
マコッサは、ダンス用音楽のジャンルの1つであるスークースに似た音楽だ。ベースによるリズム体がしっかりと入っていることと、金管楽器などの吹奏楽器が目立つことが特徴である。また、ジャズ、アンバスベイ、ラテンアメリカ系の音楽、ハイライフ、スークースから強い影響を受けている。

## 歴史

### 発祥
マコッサは、カメルーンのドゥアラ人によるダンスの1つである、「kossa（コッサ）」と呼ばれるダンスに、ジャズ、アンバスベイ、ラテンアメリカ系の音楽、ハイライフ、Soukousの影響が加わったことで発祥した。
一説によれば、マコッサは1950年代に現れたとも言われるが、録音資料は1960年代に入ってからのものしか見つかっていない。よって、マコッサが存在したと確認できるのは、1960年代である。この頃のマコッサの演奏者としては、Eboa Lotin

やMisse Ngohが知られる。また、Manu Dibangoは、1960年代終盤にカメルーン国外へもマコッサを普及させていったことで知られる。

### 変質
マコッサの変質に大きな影響を与えたのは、サックスとビブラフォンの奏者であるManu Dibangoだ。彼は、1972年に「Soul Makossa」を発表し、これがマコッサを世界中に知らしめる役割を果たした。
マコッサは、1980年代にアフリカ中での成功を収めた。そしてその結果、マコッサは、ズークのようなラテンアメリカ系の音楽の影響や、その他の大衆音楽の影響を受けて、形態を変えていった。こうして現れたのが、マカッシ（Makassi）である。マコッサを古典的な（クラシックな）音楽とするならば、さしずめマカッシは軽音楽と言ったところだ。
なお、世界中に知られることとなったマコッサは、カメルーン人以外の音楽に関わる人物へも影響を与え、今日に至っている。